# Stephan Kessler
Stephan Kessler (* 16 janvier 1622 à Donauworth ; † 31 août 1700 à Bressanone, alors Brixen) est l'un des plus importants peintres baroques tyroliens. Artiste recherché du clergé et de la noblesse urbaine, il peint entre autres des retables et des tableaux historiques bibliques. Il est réputé pour une salle baroque du couvent de l'abbaye de Benediktbeuern, conçue en collaboration avec Caspar Feichtmayr.

## Biographie
La vie de Stephan Kessler est documentée par de nombreuses indications éparses dans les archives de la région, portant sur des mariages, baptêmes, successions ou opérations immobilières, contrats et honoraires, sans qu'il soit possible d'en déduire une chronologie d'ensemble.
Le père de Stephan, George Kessler, est peintre de profession et vient à Donauwörth depuis Wrocław. Stephan naît le 16 janvier 1622 à Donauwörth, et un séjour à Brixen en 1643 est documenté. Stephan obtient la citoyenneté en 1644, et on lui propose, au lieu du paiement des droits, de peindre un tableau pour l'hôtel de ville; on ne sait pas s'il a accepté cette proposition. En 1643, Kessler se marie une première fois, mariage dont sont issus sept enfants. À la mort de sa femme en 1492, il se marie une deuxième fois peu de temps après et, à la mort de sa deuxième femme, une troisième fois en 1698, deux ans avant sa mort. 
Dès son arrivée à Brixen, Kessler ouvre un atelier qu'il dirige avec une grand habilité commerciale. En peu de temps, il reçoit de nombreuses commandes de clients religieux et aristocratiques. Il est réputé au-delà de du Tyrol du Sud, et avait également des clients dans des villes comme Graz et Vienne. Ultérieurement, il associe ses fils Michael, Gabriel (de) et Raphaël à son atelier.

## Œuvres

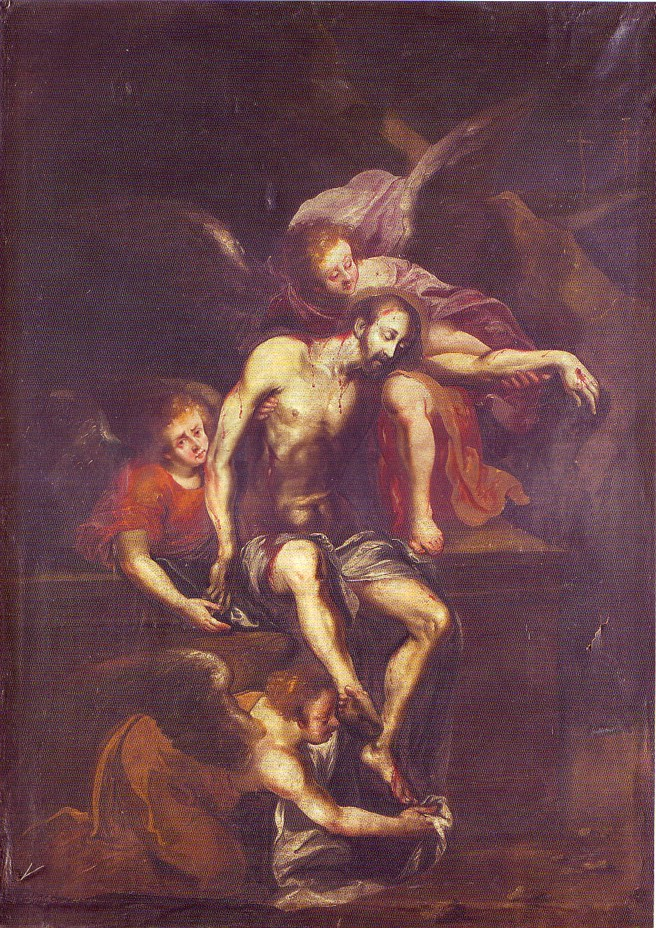
Pietà avec ange, vers 1650.
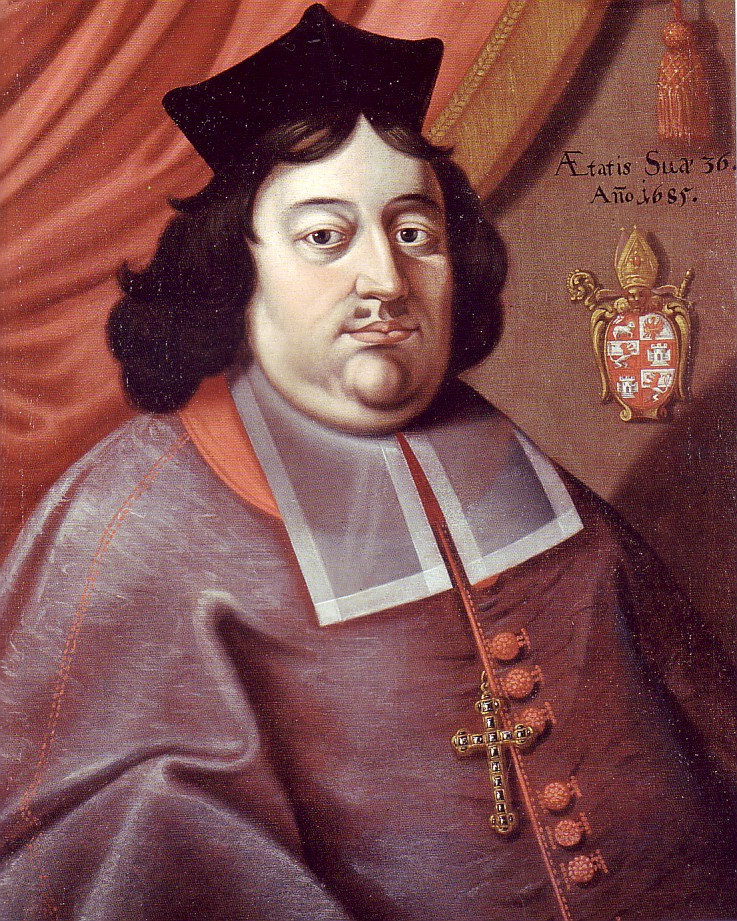
Prince-évêque Johann Franz Khuen, 1685.
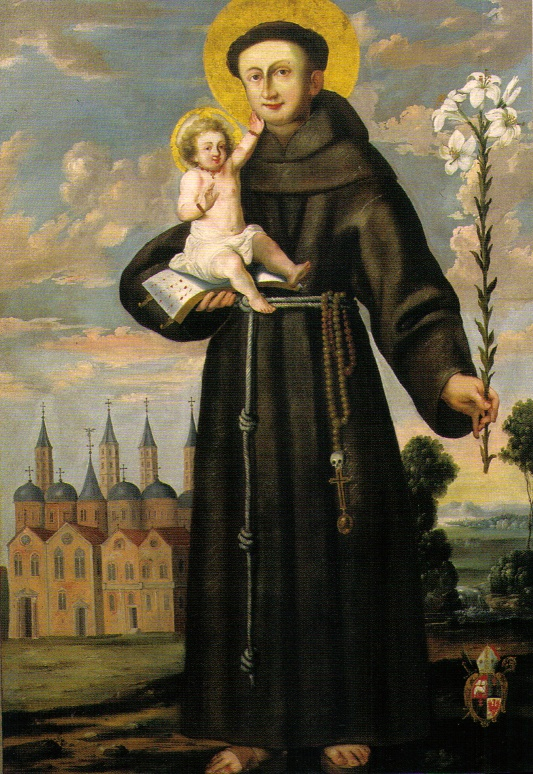
Saint Antoine de Padoue", vers 1650-1660.
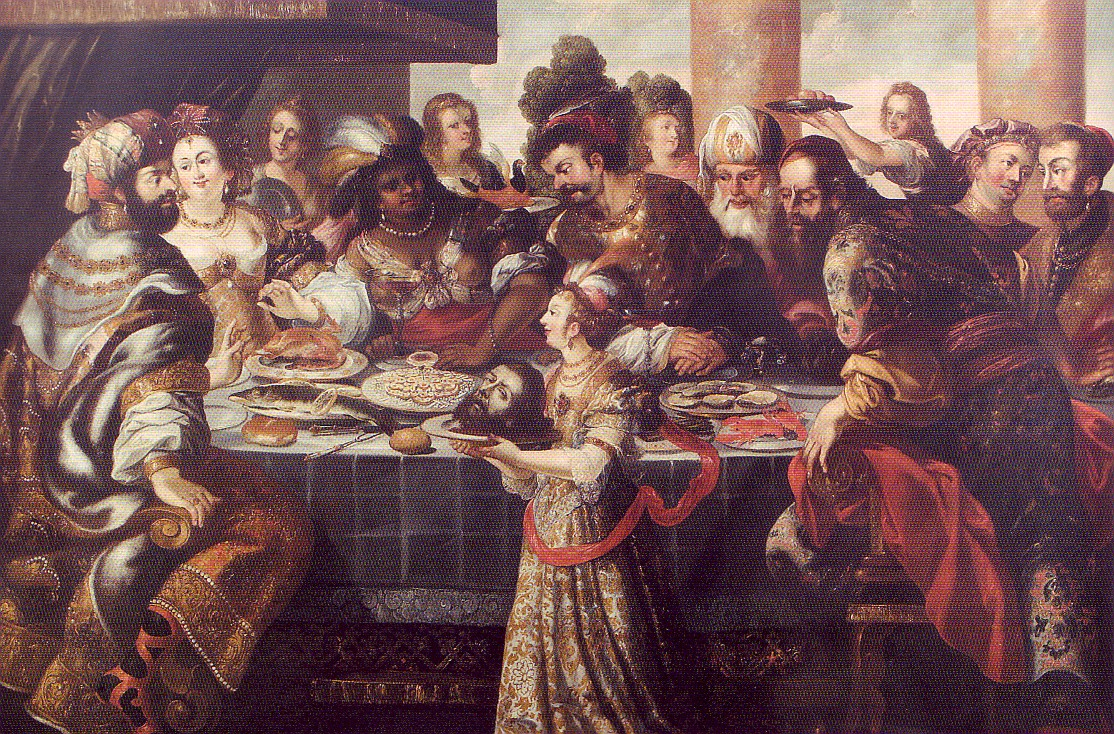
Le Repas de Hérode, vers 1660.

### Environnement
Du temps de Kessler, il était de pratique courante parmi les artistes de se référer à des schémas picturaux élaborés par des collègues célèbres. Dans toute l'œuvre de Kessler on retrouve des emprunts plus ou moins détaillés de ce type, en quelque sorte des briques de base, qui sont utilisés dans le cadre de narrations variables. Un tel comportement n'est alors généralement pas condamné comme une tentative de plagiat, mais plutôt reconnu comme preuve de savoir professionnel. En plus de quelques influences d'Allemagne et d'Italie, c'est surtout le travail du peintre Pierre Paul Rubens qui offre à Stephan Kessler des inspirations pour ses travaux de grand format, agrémentés de nombreux détails et riches en couleurs. Pour cela, les reproductions graphiques des tableaux de Rubens, alors déjà largement répandues, étaient un support précieux. 

### Art sacré
Kessler est fréquemment sollicité par le clergé catholique pour la réalisation de retables. On les trouve dans de nombreuses églises du Tyrol, et sont aussi conservés, pour certains d'entre eux, dans des musées, notamment au musée municipal de Merano et dans le musée régional du Tyrol. En outre, Kessler peint des portraits de saints, des scènes de la vie du Christ et d'autres représentations de l'histoire biblique.
Le plus connu de ses tableaux est le panneau très allongé du Repas dans la maison de Simon de 1660 qui est fixé au-dessus du lambris baroque sur le mur nord du réfectoire, dans le Couvent de Novacella des Chanoines réguliers de saint Augustin. Il a une largeur de 10,20 mètres et une hauteur de 2,35 mètres. Sa superficie est d'environ 24,5 m². C'est une taille inhabituelle pour un tableau sur toile. Le sujet principal au centre est le lavement des pieds du Christ par Marie-Madeleine. La moitié gauche de la table est proche d'une gravure de Rubens. D'autres parties se réfèrent aux images de banquets de Paul Véronèse ; cela est vrai pour le cadre architectural et pour l'apôtre à la une barbe blanche situé à extrême droite et le chien assis dans la partie droite. Sur le collier du chien l'artiste a peint le blason du prévôt en alors en fonction, avec ses propres initiales (SK). Le personnage du serviteur debout avec chope de bière sur le bord droit est parfois interprété comme un autoportrait de Kessler.

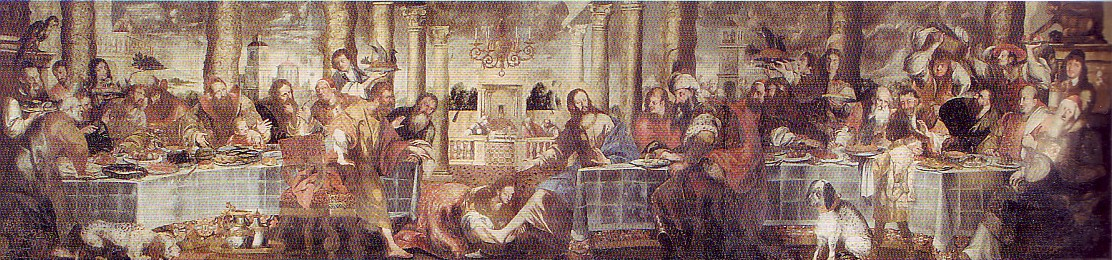
Repas dans la maison de Simon, vue d'ensemble.
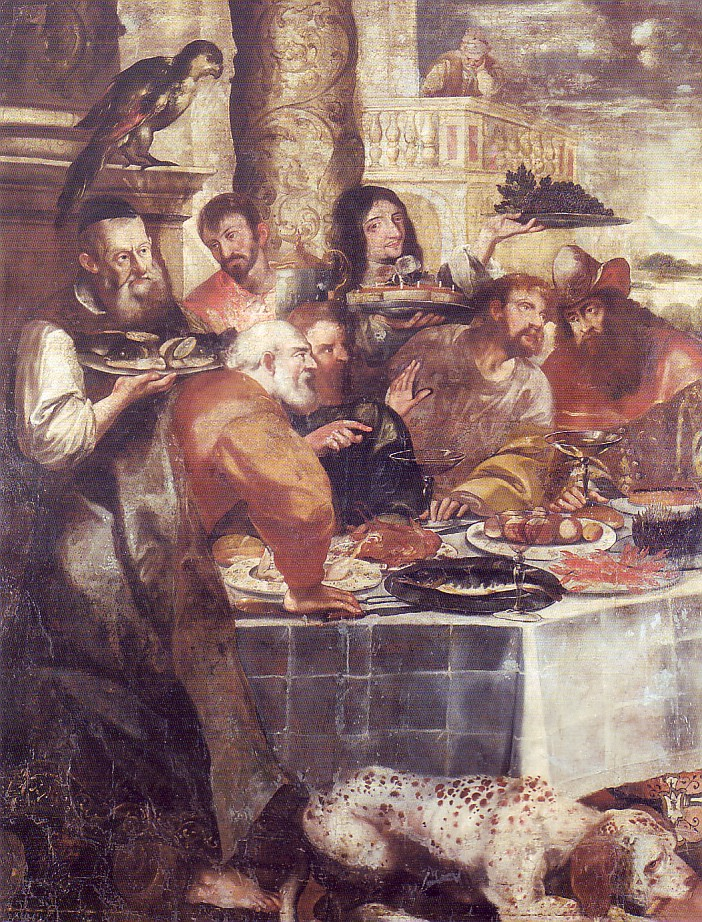
Repas dans la maison de Simon, bord gauche.
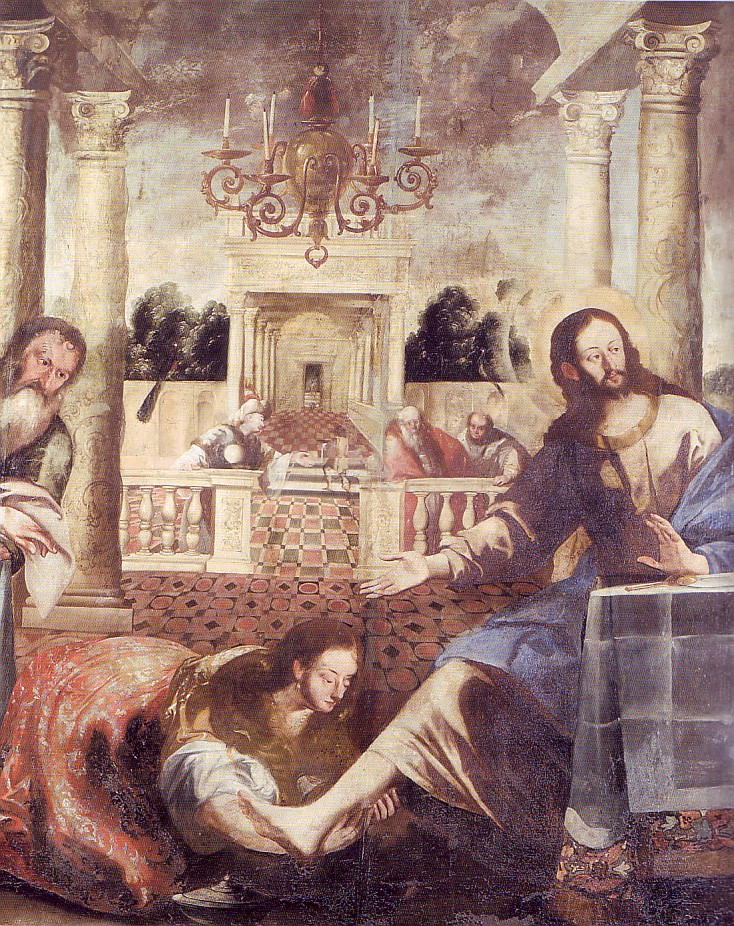
Repas dans la maison de Simon, partie centrale.
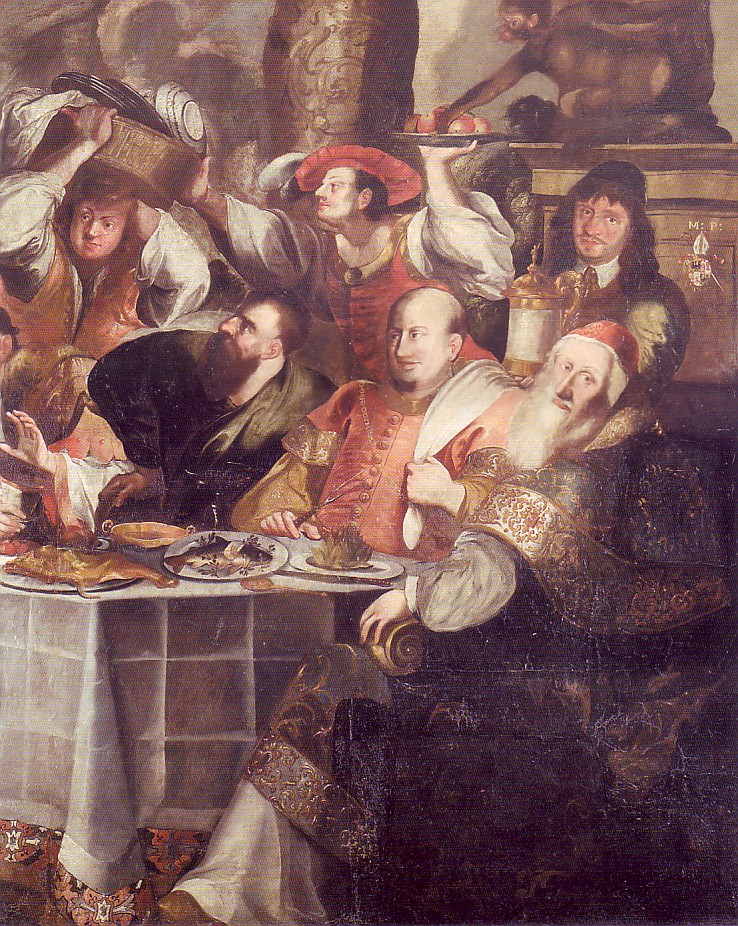
Repas dans la maison de Simon, bord droit.

Une autre version du Repas dans la maison de Simon, et un Jésus chez Marthe et Maria se trouvent dans le « Neue Schloss », à Westheim, dans la ville de Neusäß, dans l'arrondissement de Augsburg. Tous deux sont datés de 1669 et portent les initiales « SK ». Ces tableaux sont mis en relation avec un autre panneau Entrée dans l'arche de Noé qui se trouve dans l'ordinariat épiscopal d'Augsbourg. 

### Art profane
Les propriétaires de châteaux parmi les clients de Kessler privilégiaient souvent des sujets profanes. Ils commandes des peintures d'histoire et des portraits, mais aussi des images de fêtes ou représentant les différentes saisons. Certaines images, telles que Le marché aux esclaves turques  ou Christophe Colomb Columbus avant le cacique  montrent que des sujets exotiques érotiques étaient appréciés. La noblesse tyrolienne appréciait particulièrement des représentations de la  parabole du fils prodigue populaire, dont six séries sont conservées, chaque séquence comprenant quatre ou six images. « L'accent est mis sur la culture baroque de la fête qui est moralement interrogée [...] Tous ces tableaux servent en définitive l'édification et l'instruction, tot en négligeant pas où le plaisir des yeux ».

### Peintures de plafonds
Les plafonds peints créés par Kessler comprennent les huit panneaux du cycle de la vie de Marie dans l'église de Notre-Dame de l'abbaye de Säben, et le plafond de la salle des fêtes du château de Fahlburg (de) à Prissian (de). Les plus connues de ses peintures de plafond sont celles de la grande salle de fête baroque dans l'aile ouest du couvent de l'abbaye de Benediktbeuern. Il les a créées en collaboration avec Caspar Feichtmayr entre 1672 et 1675. Elles montrent, entre autres choses, les quatre éléments, la terre comme une unité des hommes, des animaux et des plantes, et les divinités antiques représentant les planètes. Il a également peint, au même endroit, entre 1675 et 1680, un cycle des mois en douze parties, appelé Reigen der Monate (« la Ronde des mois »). On trouve également dans le château de Scena des tableaux d'un cycle des mois créé en 1675.

### Œuvres dans des lieux publics
| Titre                                     | Année        | Dimensions     | Technique           | Lieu de conservation                                   | Vue |
| ----------------------------------------- | ------------ | -------------- | ------------------- | ------------------------------------------------------ | --- |
| Le Sacrifice d'Isaac                      | vers 1650/60 | 51 × 94 cm     | huile sur bois      | Städtische Kunstgalerie, Deutschordenshaus, Donauwörth | [7] |
| Pietà avec ange                           | vers 1650    | 153 × 110 cm   | huile sur toile     | Cathédrale de Bressanone                               |     |
| Jehu fait exécuter les serviteurs de Baal | vers 1660    | 162 × 228 cm   | huile sur toile     | Landesmuseum Joanneum à Graz,                          |     |
| Le Repas chez Simon                       | 1660         | 235 × 1 010 cm | huile sur toile     | Couvent de Novacella                                   |     |
| La Ronde des mois                         | 1675/1980    |                | peinture de plafond | abbaye de Benediktbeuern                               |     |
| La Repentance du fils prodigue            | vers 1675/80 | 107 × 90 cm    | huile sur toile     | Château de Scena                                       |     |